# Georges Berthet
Pour les articles homonymes, voir Berthet.
Georges Berthet, né le 18 septembre 1903 aux Rousses et mort le 14 août 1979 à Morez, est un rameur et patrouilleur militaire français. Il est le frère de Raymond Berthet.

## Palmarès
- Jeux olympiques d'hiver de 1924 à Chamonix
  -  Médaille de bronze en patrouille militaire.

- Championnat de France de ski
  - Champion de France en 1923[1]